# Кам'янська сільська рада (Каховський район)
Ка́м'янська сільська́ ра́да — адміністративно-територіальна одиниця та орган місцевого самоврядування в Каховському районі Херсонської області. Адміністративний центр — село Кам'янка.

## Загальні відомості
- Територія ради: 78 км²
- Населення ради: 2 828 осіб (станом на 2001 рік)

## Населені пункти
Сільській раді були підпорядковані населені пункти:
- с. Кам'янка
- с. Сергіївка
- с. Цукури
- с. Червоне Поділля

## Склад ради
Рада складалася з 19 депутатів та голови.
- Голова ради:

### Керівний склад попередніх скликань
| Прізвище, ім'я, по батькові | Основні відомості                                                         | Дата обрання | Дата звільнення |
| --------------------------- | ------------------------------------------------------------------------- | ------------ | --------------- |
| Дядів Віктор Васильович     | Сільський голова, 1956 року народження, член Комуністичної партії України | 26.03.2006   | 31.10.2010      |

Примітка: таблиця складена за даними сайту Верховної Ради України

### Депутати
За результатами місцевих виборів 2010 року депутатами ради стали:

#### За суб'єктами висування
| Суб'єкт висування                                       | Кількість обраних депутатів | %    |
| ------------------------------------------------------- | --------------------------- | ---- |
| Партія регіонів                                         | 8                           | 42,1 |
| Комуністична партія України                             | 4                           | 21,1 |
| Партія відродження села                                 | 4                           | 21,1 |
| Політична партія Всеукраїнське об'єднання «Батьківщина» | 2                           | 10,5 |
| Самовисування                                           | 1                           | 5,3  |

#### За округами
| № округу                                                | Прізвище, ім'я, по батькові     | Дата визнання обраним | Освіта  | Партійна приналежність                        | Відомості про обраного депутата                                                         |
| ------------------------------------------------------- | ------------------------------- | --------------------- | ------- | --------------------------------------------- | --------------------------------------------------------------------------------------- |
| Комуністична партія України                             |                                 |                       |         |                                               |                                                                                         |
| 5                                                       | Тішковський Олег Анатолійович   | 04.11.2010            | середня | член Комуністичної партії України             | Державне підприємство Дослідне господарство «Каховське», інструктор зі спорту           |
| 6                                                       | Присяжна Світлана Георгіївна    | 04.11.2010            | вища    | член Комуністичної партії України             | приватний підприємець                                                                   |
| 11                                                      | Федорчук Петро Іванович         | 04.11.2010            | середня | член Комуністичної партії України             | Державне підприємство Дослідне господарство «Каховське», тракторист                     |
| 17                                                      | Сидорчук Світлана Дмитрівна     | 04.11.2010            | середня | позапартійна                                  | Червоноподільський фельдшерський пункт, завідувачка                                     |
| Партія відродження села                                 |                                 |                       |         |                                               |                                                                                         |
| 1                                                       | Лубніна Олена Андріївна         | 04.11.2010            | вища    | член Партії відродження села                  | Фермерське господарство «Зоря Каховщини», бухгалтер                                     |
| 4                                                       | Шевцов Микола Васильович        | 04.11.2010            | середня | позапартійний                                 | пенсіонер                                                                               |
| 7                                                       | Курасова Наталія Анатоліївна    | 04.11.2010            | вища    | член Партії відродження села                  | Кам'янська загальноосвітня школа I-III ст., вчитель                                     |
| 13                                                      | Мегель Дмитро Миколайович       | 04.11.2010            | середня | член Партії відродження села                  | Фермерське господарство «Зоря Каховщини», працівник                                     |
| Партія регіонів                                         |                                 |                       |         |                                               |                                                                                         |
| 2                                                       | Носенко Олександр Олександрович | 04.11.2010            | вища    | член Партії регіонів                          | приватний підприємець                                                                   |
| 8                                                       | Звягінцева Любов В'ячеславівна  | 04.11.2010            | вища    | член Партії регіонів                          | Державне підприємство Дослідне господарство «Каховське», заступник головного бухгалтера |
| 9                                                       | Іванов Валерій Миколайович      | 04.11.2010            | середня | член Партії регіонів                          | тимчасово не працює                                                                     |
| 10                                                      | Мананова Ніна Іванівна          | 04.11.2010            | середня | член Партії регіонів                          | амбулаторія, фельдшер                                                                   |
| 14                                                      | Гонтарук Марія Миколаївна       | 04.11.2010            | середня | член Партії регіонів                          | Сергіївська загальноосвітня школа I-III ст., вчитель                                    |
| 15                                                      | Маркелов Геннадій Сергійович    | 04.11.2010            | середня | член Партії регіонів                          | Державне підприємство Дослідне господарство «Каховське», охоронець                      |
| 18                                                      | Дементьєва Марія Володимирівна  | 04.11.2010            | середня | член Партії регіонів                          | Дитячий садок «Черешенка», завідувач                                                    |
| 19                                                      | Посвистак Сергій Васильович     | 04.11.2010            | середня | член Партії регіонів                          | пенсіонер                                                                               |
| Політична партія Всеукраїнське об'єднання «Батьківщина» |                                 |                       |         |                                               |                                                                                         |
| 3                                                       | Шилін Анатолій Михайлович       | 04.11.2010            | вища    | член Всеукраїнського об'єднання «Батьківщина» | пенсіонер                                                                               |
| 16                                                      | Стафєєва Марина Михайлівна      | 04.11.2010            | вища    | член Всеукраїнського об'єднання «Батьківщина» | приватний підприємець                                                                   |
| Самовисування                                           |                                 |                       |         |                                               |                                                                                         |
| 12                                                      | Присяжний Віктор Миколайович    | 27.12.2010            | середня | позапартійний                                 | приватний підприємець                                                                   |